# Kobieta-Kot
Kobieta-Kot (ang. Catwoman, jej alter ego – Selina Kyle) – fikcyjna postać (złoczyńca bądź antybohater) znana z serii komiksów o przygodach Batmana, wydawanych przez DC Comics. Została stworzona przez Boba Kane’a i Billa Fingera, pierwszy raz pojawiła się (jako złoczyńca) w Batman (vol. 1) #1 (wiosna 1940). Inspiracją dla Boba Kane’a były popularne amerykańskie aktorki filmowe lat 30. – Jean Harlow i Hedy Lamarr. Z biegiem lat postać ta ewoluowała i z antagonisty (włamywaczki i złodziejki, specjalizującej się w kradzieży przeważnie drogocennej biżuterii) stała się jednym z sojuszników Batmana. Postać cechuje unikalne połączeniem kobiecego seksapilu z przestępczą przebiegłością, co czyni ją jedną z bardziej rozpoznawalnych postaci kobiecych w komiksie, a także tworów ówczesnej popkultury.
Kobieta-Kot znana jest również z licznych seriali animowanych, seriali telewizyjnych, filmów fabularnych i gier komputerowych o przygodach człowieka-nietoperza. Aktorki Julie Newmar, Lee Meriwether i Eartha Kitt wcieliły się w nią w emitowanym w latach 60. w serialu telewizyjnym Batman i w filmie Batman zbawia świat (Batman: The Movie) z 1966 roku. Michelle Pfeiffer wcieliła się w postać Kobiety-Kot w filmie Powrót Batmana (Batman Returns) z 1992 roku. Halle Berry wystąpiła w spin-offie Kobieta-Kot (Catwoman) z 2004 roku (za tę rolę otrzymała Złotą Malinę, a sam film nie był powiązany z żadnym z wcześniejszych filmów o Batmanie). W filmie Christophera Nolana Mroczny Rycerz powstaje (The Dark Knight Rises) w rolę Seliny Kyle wcieliła się Anne Hathaway. W serialu telewizyjnym Gotham w rolę młodej Seliny wcieliła się aktorka Camren Bicondova.
W zestawieniu największych złoczyńców wszech czasów czasopisma „Wizard”, zajęła 51. miejsce.

## Opis postaci

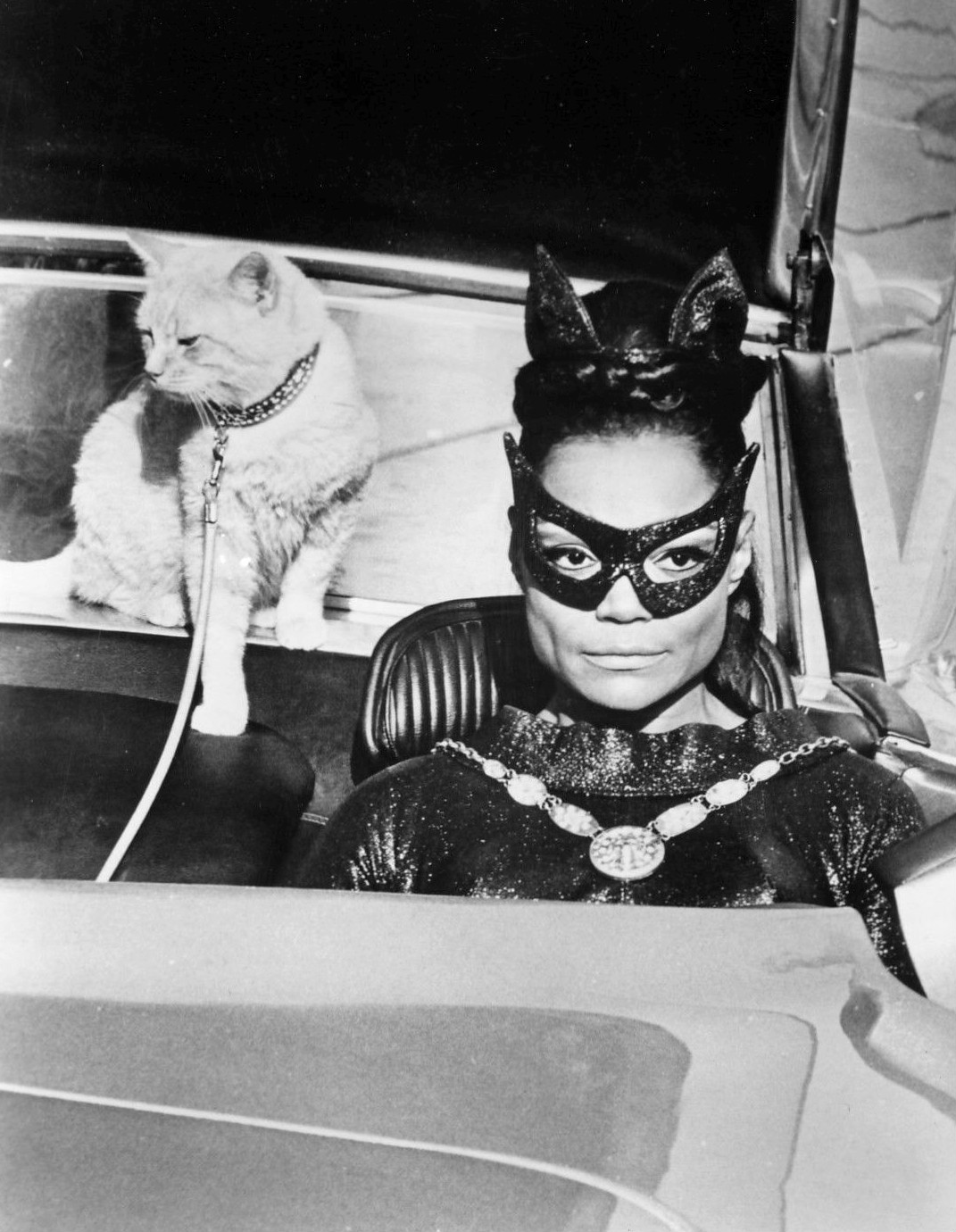
Ertha Kitt jako Kobieta-Kot

Kobieta Kot zadebiutowała w Batman (vol 1.) #1 (w którym również zadebiutował Joker), jako podstępna złodziejka biżuterii i femme fatale pod pseudonimem Cat (pol. Kot). W Batman (vol. 1) #2 pojawiła się już jako Cat-woman (w purpurowym kostiumie, wyposażona w bicz). Przez wiele lat jej postać rozwijała się, jednak z przerwą od września 1954 (Detective Comics vol. 1 #211) do listopada 1966 (Superman’s Girl Friend, Lois Lane vol. 1 #70), co było wymuszone przez działalność powstałego w 1954 roku amerykańskiego urzędu ds. cenzury komiksu (Comics Code Authority). Oryginalna Kobieta-Kot (z tzw. Ziemi-Dwa, czyli z uniwersum zapoczątkowanego w wydawnictwach z lat II wojny światowej) ginie w komiksie DC Super-Stars (vol. 1) #17 (grudzień 1977 roku), w którym również pojawia się jej córka z Bruce’em Wayne’em/Batmanem – Helena Wayne, wczesną Huntress (późniejsza Huntress – Helena Bertinelli  – nie była córką Batmana i Kobiety-Kot).
W komiksie stworzonym przez Franka Millera i Davida Muzzucchellego, pod tytułem Batman: Rok pierwszy (pierwotnie opublikowany w magazynie Batman #404-407 w 1987 roku) pokazano nową genezę Kobiety-Kot. Selina była tam prostytutką, która po pierwszych doniesieniach o działalności zamaskowanego mściciela – Batmana, postanawia wspólnie ze swoją przyjaciółką Holly Robinson (która sama później stanie się Kobietą-Kot) zerwać z prostytucją i wykreować swój wizerunek zamaskowanej przestępczyni. W późniejszych komiksach przedstawiono ją raczej jako antybohaterkę, aniżeli złoczyńcę. Wyjaśniono tajemnice z jej dzieciństwa – Selina okazała się być córką bossa mafii z Gotham – Carmine’a Falcone (Batman: Długie Halloween, Batman: Mroczne Zwycięstwo i Catwoman: Rzymskie wakacje, autorstwa Jepha Loeba i Tima Sale’a). Przedstawiano również jej burzliwe relacje z Batmanem (od zaciekłego wroga, po kochankę), m.in. w trakcie konfrontacji Batmana z Hushem (Batman: Hush, autorstwa Jepha Loeba i Jima Lee).
Jest świetną akrobatką, potrafi także walczyć wręcz. W skład jej kostiumu wchodzą między innymi wysuwane pazury w rękawicach oraz gogle noktowizyjne i termowizyjne. Jest również mistrzynią w posługiwaniu się wszystkimi rodzajami biczy.

## Historia
Selina Kyle urodziła się w patologicznej dzielnicy East End w Gotham City. Jej matka była emocjonalnie chłodna i większą uwagę poświęcała kotom niż córkom, a ojciec był obelżywym alkoholikiem. Selina dawała z siebie wszystko, aby dobrze opiekować się młodszą siostrą Magdaleną. Samobójstwo matki oraz śmierć ojca z zapicia skomplikowały ich życie jeszcze bardziej i siostry zostały odesłane do innych dzielnic i minęły lata, nim ponownie się spotkały.
Selina żyjąc na ulicy zaczęła zajmować się prostytucją, często używała swych wdzięków aby najpierw wydobyć informacje od klientów, a następnie móc ich okraść. Wzięła pod swoje skrzydła Holly Robinson, nieletnią prostytutkę. Pewnej nocy alfons Holly chciał ją uderzyć, ale powstrzymał go młody miliarder Bruce Wayne w przebraniu. Selina sądząc, że zaatakowano Holly, walczyła z Brusem.
Zainspirowana działalnością zamaskowanego mściciela, znanego jako Batman, Selina porzuciła prostytucję z Holly i zdecydowała zakupić kostium o motywie kota, by zacząć żyć z kradzieży z włamaniem. Była zirytowana, że jej zbrodnie przypisywano Batmanowi i postanowiła okraść Carmine’a Falcone, najpotężniejszego kryminalistę w Gotham City, wierząc że zapewni jej to rozpoznanie. Wtedy po raz pierwszy też spotkała się z Batmanem, który podsłuchiwał Falcone’a. Dzięki temu Kobieta-Kot uniknęła schwytania i zadała głębokie blizny na twarzy Falcone’a swymi pazurami w kostiumie. Mimo zauważenia przez media była zirytowana tym, że postrzegano ja jako pomocnicę Batmana.
Wkrótce Selina poznała oficjalnie Bruce’a i związała się z nim. Także ocaliła go jako Kobieta-Kot przed Trującym Bluszczem działającą na zlecenie Falcone’a. Jak na ironię, ścierała się z Batmanem nie wiedząc, że jest nim Bruce. Ten jednak miał świadomość prawdziwej tożsamości Kobiety-Kota i nie był pewny jej relacji. Widząc to niezdecydowanie, Selina zerwała z Brusem jak i opuszcza Batmana. Udała się do Rzymu, by potwierdzić swe podejrzenia, że Carmine Falcone jest jej prawdziwym ojcem, jako że miał romans z jej matką. I choć nie zdobyła jednoznacznego dowodu, nadal uważała Carmine’a za swego prawdziwego ojca.

## Wersje alternatywne
Kobieta-Kot pojawiła się w niektórych komiksach z serii Elseworlds, która przedstawiają znanych bohaterów uniwersum DC w zupełnie innych realiach i czasach, m.in.:
- Batman: Powrót Mrocznego Rycerza (Batman: The Dark Knight Returns) autorstwa Franka Millera, którego akcja rozgrywa się w niedalekiej przyszłości. Selina pojawia się tam jako kobieta w wieku średnim, prowadzącą agencję towarzyską. Wpierw zostawia ona wiadomość na sekretarce dla Bruce’a. Później zostaje ona zaatakowana przez Jokera, który zmuszą ją do wysłania prostytutki, której szminka zatruta jest narkotykiem do jednego z kongresmenów i gubernatora. Z powodu jej działań kongresmen popełnia samobójstwo, a gubernatora ratuje Batman. Joker zostawia związaną i pobitą Selinę w stroju Wonder Woman, którą później odnajduje Batman. Na pogrzebie Bruce’a, wrzeszczy na Clarka Kenta (Supermana) oznajmiając mu, że wie kto tak naprawdę jest odpowiedzialny za śmierć Batmana[11].
- kontynuacji Batman: Powrót Mrocznego Rycerza pod tytułem Mroczny Rycerz kontratakuje(inne języki) (The Dark Knight Strikes Again), Selina Kyle nie pojawia się, natomiast pojawia się była pomocnica Batmana z Powrotu Mrocznego Rycerza – Carrie Kelley w stroju kota, pod pseudonimem Catgirl[12].
- Przyjdź Królestwo (Kingdom Come) autorstwa Marka Waida i Alexa Rossa, podstarzała Selina jest członkiem kierowanej przez Lexa Luthora koalicji złoczyńców pod nazwą „Frontu Wyzwolenia Ludzkości”, mającej na celu walkę z odrodzoną Ligą Sprawiedliwości i Supermanem. Razem z innymi złoczyńcami została pokonana przez Bruce’a Wayne’a.

## W innych mediach

### Seriale i filmy aktorskie

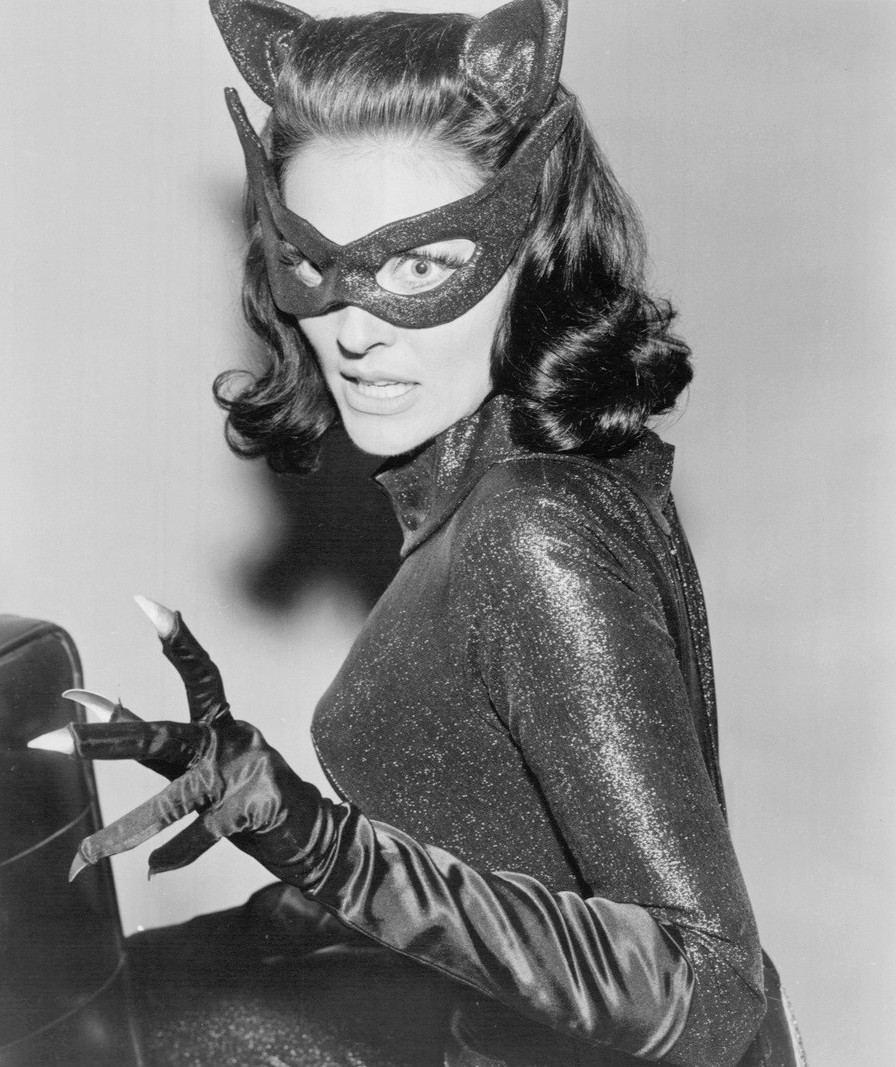
Lee Meriwether jako Catwoman w serialu telewizyjnym z lat 60.

#### Batman(serial z lat 60.) orazBatman zbawia świat
W serialu telewizyjnym Batman z lat sześćdziesiątych w rolę Kobiety-Kot wcieliła się Julie Newmar, w ostatnim sezonie serialu Julie Newmar została zastąpiona przez Earthę Kitt, natomiast w pełnometrażowym filmie, bazującym na serialu, zatytułowanym Batman zbawia świat (Batman: The Movie), zagrała ją Lee Meriwether. W filmie była członkiem szajki złoczyńców złożonej z Jokera (Cesar Romero), Pingwina (Burgess Meredith) i Riddlera (Frank Gorshin), która próbowała przejąć kontrolę nad światem.
W filmie telewizyjnym, w reżyserii Paula A. Kaufmana Powrót do jaskini Batmana – przypadki Adama i Burta (Return to the Batcave: The Misadventures of Adam and Burt), w którym odtwórcy roli Batmana i Robina: Adam West i Burt Ward powracają, aby rozwiązać zagadkę kradzieży oryginalnego Batmobila z serialu z lat sześćdziesiątych. W filmie wystąpiły dawne odtwórczynie roli Catwoman: Julie Newmar i Lee Meriwether, zaś w młodą Kobietę-Kot wcieliła się Julia Rose.

#### Ptaki Nocy
W serialu telewizyjnym z Ptaki Nocy (Birds of Prey) emitowanym w latach 2002–2003 postać Kobiety-Kot jest jedynie wymieniona, jako matka Heleny Kyle, lepiej znanej jako Huntress (Ashley Scott).

#### Powrót Batmana(film z 1992)
W filmie Tima Burtona Powrót Batmana (Batman Returns) w rolę Kobiety-Kot wcieliła się Michelle Pfeiffer. Początkowo tę rolę miała zagrać Annette Bening, jednak po zajściu w ciążę została zastąpiona przez Michelle Pfeifer. Przedstawiona tam Kobieta-Kot nosi czarny kostium, który sama uszyła, a jej główną bronią jest bicz. Ze względu na występującą w dziele Burtona przemoc, a także erotyzm towarzyszący postaci Seliny/Kobiety-Kot, film wzbudził liczne kontrowersje (m.in. w USA McDonald’s musiał wycofać filmową serię figurek z zestawów Happy Meal), czego konsekwencją było również sposób przedstawiania kolejnych postaci komiksowych w następnych odsłonach przygód Batmana (kręconych już przez Joela Schumachera).
W filmie Selina Kyle początkowo jest cichą i nieśmiałą sekretarką gothamskiego potentata, Maxa Shrecka (Christopher Walken). Kiedy Selina odkrywa plany Maxa, zostaje wypchnięta z okna przez swojego szefa. Jej leżące na śniegu ciało przyciąga koty, które zaczynają gryźć jej palce. Selinie udaje się przeżyć upadek, jednak to zmienia jej osobowość, przez co staje się wyjątkowo agresywna i niezależna. Selina zyskuje przekonanie, że jak kot ma dziewięć żyć. Szyje własnoręcznie kostium i z czasem łączy siły z szalejącym w Gotham złoczyńcą – Pingwinem (Danny DeVito), stając się śmiertelnym wrogiem Batmana (Michael Keaton), a zarazem nawiązuje romans z jego aler ego – Bruce’em Wayne’em. W końcu oboje poznają nawzajem swoją ukrytą tożsamość. W ostatecznej walce Selina mści się na Maxie, zabijając go przez porażenie prądem, przy czym sama ginie. W ostatniej scenie filmu widać jej sylwetkę, patrzącą na batsygnał na niebie, co jest potwierdzeniem, że w rzeczywiści udało się jej przeżyć.
Postać Seliny/Kobiety-Kot została również wspomniana przez doktor Chase Meridian (Nicole Kidman), w filmie Batman Forever z 1995 w reżyserii Joela Schumachera.

#### Kobieta-Kot(film z 2004)
W filmie Pitofa (Jean-Christophe Comar) Kobieta-Kot w tytułową rolę wcieliła się Halle Berry. Film ukazywał zupełnie nową historię przemiany głównej postaci (tutaj nazywającej się Patience Philips) ze zwykłej dziewczyny w superbohaterkę – Kobietę-Kot. Jego fabuła nie nawiązuje do żadnego z wcześniejszych filmów o przygodach Batmana (w filmie nie pojawia się w ogóle motyw Batmana, ani Gotham City). Film spotkał się z negatywną reakcją krytyków, jak i wielu fanów. W 2005 roku otrzymał Złotą Malinę aż w 4 kategoriach: za najgorszy scenariusz, reżyserię, najgorszą rolę żeńską (Halle Berry), a także za najgorszy film roku 2004.
Główną bohaterką jest Patience Philips, nieśmiała projektantka w firmie kosmetycznej kierowanej przez małżeństwo Laurel (Sharon Stone) i George’a Hedare’a (Lambert Wilson). Ich firma zamierza wprowadzić na rynek nowy krem przeciwko starzeniu, który w rzeczywistości wywołuje groźny efekt uboczny. Przez przypadek Patience odkrywa prawdę, podsłuchując rozmowę Laurel z jednym ze swoich naukowców. Kiedy Hedare zdaje sobie sprawę, że Patience może być zagrożeniem dla jej planów, postanawia pozbyć się niewygodnego świadka. Ścigana przez ludzi Hedare, Patience ucieka do kanalizacji, lecz ona nakazuje zamknąć grodzie i zalać ściekami kanały, w których przebywała kobieta. Patience tonie i umiera. Do życia przywraca ją stado kotów, w tym egipski mau, przysłanych przez egipską boginię Bastet. Dziewczyna otrzymuje moce, i staje się tytułową Kobietą-Kot. Patience przypomina sobie wszystko dzięki pani Ophelii Powers (Frances Conroy). W międzyczasie dziewczyna zakochała się w poznanym wcześniej detektywie Tomie Lou (Benjamin Bratt). Laurel Hedare, aby zostać prezesem firmy, zabija swojego męża i naukowca. Będąc na randce z Patience, Tom odkrywa jej ukrytą tożsamość i aresztuje ją. Kobiecie-Kot udaje się jednak uciec. Podczas walki z Kobietą-Kot Laurel ginie. Patience postanawia nie wracać do swojego poprzedniego życia i podejmuje decyzję o pozostaniu zamaskowaną mścicielką.

#### Mroczny Rycerz powstaje(film z 2012)

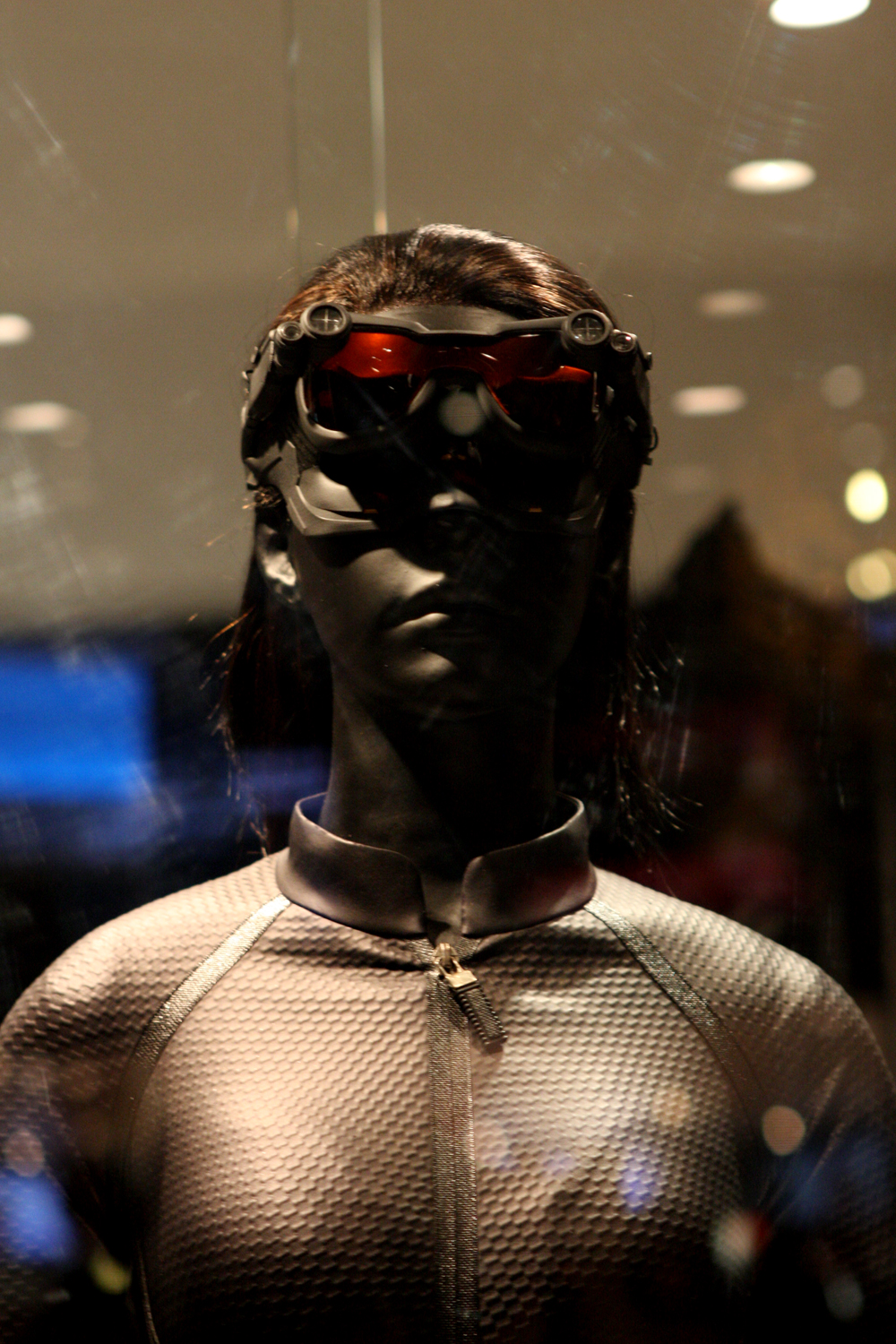
Kostium Seliny z filmu Mroczny Rycerz powstaje (The Dark Knight Rises).

W filmie Christophera Nolana Mroczny Rycerz powstaje (The Dark Knight Rises) w rolę Seliny Kyle wcieliła się Anne Hathaway. W wywiadzie dla Los Angeles Times Hathaway twierdzi, że tworzyła swoją rolę, inspirując się Hedy Lamarr – gwiazdą kina lat 30. i 40. XX wieku, która była zarazem jedną z inspiracji dla Boba Kane’a w tworzeniu Kobiety-Kot. Złodziejka chodzi w butach na obcasach zaopatrzonych w ząbkowane ostrza. Jej kostium opatrzony jest również goglami noktowizyjnymi, które po podniesieniu przypominają kocie uszy. W filmie w ogóle nie pada nazwa Kobieta-Kot.
Osiem lat po wydarzeniach z filmu Mroczny Rycerz (The Dark Knight) i zniknięciu Batmana, Selina Kyle podająca się za pokojówkę na przyjęciu w rezydencji Bruce’a Wayne’a (Christian Bale) dokonuje zuchwałej kradzieży naszyjnika, należącego niegdyś do matki Wayne’a. Wkrótce Bruce odkrywa, że kobieta, która go okradła, to światowej sławy włamywaczka, obierająca sobie za cel najbogatszych mieszkańców Gotham. Została ona wynajęta przez rywala Wayne’a – Johna Daggetta (Ben Mendelsohn), w celu zdobycia jego odcisków palców, mających mu posłużyć w przejęciu Wayne Enterprises. W zamian Selina chce od Daggetta „czyste konto” – program umożliwiający rzekomo wyczyszczenie danych osobowych z kartoteki kryminalnej. Podczas próby kradzieży „czystego konta” z apartamentu Daggetta, dowiaduje się, że została przez niego oszukana, a takowe oprogramowanie nie istnieje. Zostaje wówczas zaatakowana, a z opresji ratuje ją Batman, w którym nie rozpoznaje człowieka, którego wcześniej okradła. Dopiero prowadząc Batmana w pułapkę zastawioną przez Bane’a (Tom Hardy), odkrywa jego prawdziwą tożsamość. Bojąc się Bane’a próbuje uciec z miasta, jednak zostaje zatrzymana przez detektywa Johna Blake’a (Joseph Gordon-Levitt) i osadzona w więzieniu Blackgate. W tym samym czasie Bane i Liga Cieni przy użyciu siły przejmują kontrolę nad Gotham City i wypuszczają na wolność wszystkich więźniów – w tym Selinę, która z początku podobnie jak jej przyjaciółka Holly Robinson (Juno Temple) akceptuje zaistniały w mieście chaos, jednak później tego żałuje. Kiedy Bruce Wayne wróciwszy do Gotham z niewoli, prosi ją o pomoc w wyzwoleniu miasta spod władzy Ligi Cienia, w zamian za „czyste konto”, ta zgadza się zostać jego sojuszniczką. Pomaga mu w pokonaniu Bane’a i zatrzymaniu konwoju wiozącego przeprogramowany na bombę atomową reaktor fuzyjny. Pod koniec filmu widać Selinę żyjącą w związku z Bruce’em.

#### Gotham(serial z 2014)
W serialu telewizyjnym Gotham, emitowanym od 2014 roku na stacji FOX, w rolę młodej Seliny Kyle wcieliła się debiutująca na ekranie Camren Bicondova. Fabuła serialu opowiada o czasach przed pojawieniem się Batmana. Jego bohaterem jest detektyw James Gordon (w tej roli Ben McKenzie), który samodzielnie próbuje poradzić sobie z rodzącą się plagą złoczyńców, którzy zamienią Gotham City w miasto bezprawia.

### Seriale i filmy animowane

#### Wczesne animacje
W serialu animowanym The Adventures of Batman z lat 1968–1969 głosu użyczyła jej Jane Webb.

#### DC Animated Universe
- serialach i filmach animowanych tworzących DC Animated Universe (DCAU): w serialach animowanych Batman (Batman: The Animated Series, The Adventures of Batman & Robin, The New Batman Adventures) oraz internetowym serialu Gotham Girls głosu Kobiecie-Kot użyczyła aktorka Adrienne Barbeau. Postać była również wspomniana w serialach animowanych Batman przyszłości (Batman Beyond) w odcinku Trefna karta (Dead Man’s Hand), w Liga Sprawiedliwych bez granic (Justice League Unlimited) w odcinku Epilog (Epilogue) i filmie animowanym Batman: Tajemnica Batwoman (Batman: Mystery of the Batwoman).

#### Batman
- serialu animowanym Batman (The Batman) emitowanym w latach 2004–2008 głosu Kobiecie-Kot użyczyła Gina Gershon, z kolei w polskiej wersji językowej Elżbieta Jędrzejewska.

#### Batman: Odważni i bezwzględni
- serialu animowanym Batman: Odważni i bezwzględni (Batman: The Brave and The Bold) głosu Kobiecie-Kot użyczyła Nika Futterman, a w polskiej Elżbieta Jeżewska.

#### DC Universe Animated Original Movies
- filmie animowanym Liga Sprawiedliwych: Kryzys na dwóch Ziemiach, będącym adaptacją komiksu JLA: Ziemia 2 (JLA: Earth 2) pojawia się jako She-Bat – złe wcielenie Man-Bata i Kobiety-Kot.
- filmie animowanym Batman: Rok pierwszy(inne języki) (Batman: Year One), na podstawie komiksu Franka Millera pod tym samym tytułem głosu Kobiecie-Kot użyczyła Eliza Dushku.

### Gry komputerowe
- Catwoman(inne języki) z 2004 roku na platformy PlayStation 2, Game Boy Advance, GameCube, Xbox i Microsoft Windows
- Lego Batman: The Videogame z 2008 roku na platformy: Nintendo DS, PlayStation 2, PlayStation 3, PlayStation Portable, Wii, Xbox 360, MacOS X, Microsoft Windows i telefony komórkowe
- Mortal Kombat vs. DC Universe(inne języki) z 2008 roku na platformy: PlayStation 3 i Xbox 360
- Batman: Arkham Asylum (gościnnie) z 2009 roku; zostaje wyłącznie wspomniana
- Batman: Arkham City z 2011; jest jedną z grywalnych postaci
- Batman: Arkham City - Blackgate z 2013 roku, w której Batman spotyka ją po raz pierwszy
- Batman: Arkham Knight z 2015 roku; zostaje porwana przez Człowieka-Zagadkę i uwolniona przez Batmana; w wybranych momentach jest grywalną postacią
- Batman: The Brave and the Bold – The Videogame(inne języki) z 2010 roku na platformy: Wii, Nintendo DS
- DC Universe Online z 2011 roku na platformy: PlayStation 3 i Microsoft Windows
- Injustice: Gods Among Us z 2013 roku na platformy: PlayStation 3, Xbox 360 i Wii U
- Injustice 2 z 2017 roku na platformy: PlayStation 4 i Xbox One